# Colletes griseus
Colletes griseus là một loài Hymenoptera trong họ Colletidae. Loài này được Westwood mô tả khoa học năm 1875.